# Lis Vega
Lis Vega  (Havanna, Kuba, 1977. október 20. –) kubai színésznő, énekesnő és táncosnő.

## Élete és pályafutása
Liseska Vega Gálvez néven született 1977. október 20-án. Karrierjét 1991-ben kezdte táncosnőként. 2004-ben szerepet kapott a Misión S.O.S. című sorozatban a Televisánál. 2006-ban a Duelo de pasiones című telenovellában Coral szerepét játszotta. 2013-ban megkapta Lisette szerepét A gonosz álarca című sorozatban.

## Filmográfia
| Év   | Eredeti Cím                       | Cím                  | Szerep              |
| ---- | --------------------------------- | -------------------- | ------------------- |
| 2004 | Misión S.O.S.                     |                      | Señora de la Tierra |
| 2005 | Contra viento y marea             | A vadmacska új élete | Juncal              |
| 2006 | Duelo de pasiones                 |                      | Coral               |
| 2008 | Tormenta en el Paraíso            |                      | Lizesca             |
| 2010 | Zacatillo, un lugar en tu corazón |                      | Olga                |
| 2011 | Amorcito corazón                  |                      | Doris Montiel       |
| 2013 | De que te quiero, te quiero       |                      | Angélica            |
| 2013 | Santa Diabla                      | A gonosz álarca      | Lisette Guerrero    |